# Calhypnorna boliviensis
Calhypnorna boliviensis är en kackerlacksart som beskrevs av Karlis Princis 1948. Calhypnorna boliviensis ingår i släktet Calhypnorna och familjen småkackerlackor.
Artens utbredningsområde är Bolivia. Inga underarter finns listade.